# Canela (Cile)
Canela è un comune del Cile della provincia di Choapa nella Regione di Coquimbo. Al censimento del 2002 possedeva una popolazione di 9.379 abitanti.

## Società

### Evoluzione demografica
| Censimento del 1992 | Censimento del 2002 |
| 10.140 ab.          | 9.379 ab.           |